# Capitans Generals de l'Esquadra de Galeres d'Espanya
L'Esquadra de Galeres d'Espanya o Esquadra de la Guarda de la Costa d'Espanya, inicialment anomenada Esquadra de la Guarda de la Costa del Regne de Granada, es finançava amb les butlles de la Santa Croada.
La jerarquia de l'Esquadra de Galeres tenia els següents graus:
- Capitans Generals,
- Tinents Generals o Governadors,

- Cuatralvos (caps de quatre galeres) i,
- Caps d'Esquadra.

| Relació de Capitans Generals de l'Esquadra de Galeres d'Espanya               | Des de        | Fins                                                                |
| ----------------------------------------------------------------------------- | ------------- | ------------------------------------------------------------------- |
| Enrique Bazan y Benavides, marquès del Viso y de Bayona                       | 30 juny 1662  | 7 abril 1675                                                        |
| Francisco Diego de Bazán y Doria, marquès de Bayona, marquès de Santa Cruz    | 8 febrer 1676 | 23 setembre 1680 (mort a Madrid)                                    |
| Pedro Manuel Colón de Portugal, duc de Veragua                                | 1 març 1685   | 17 febrer 1693 (cessa)                                              |
| Baltasar Gómez Manrique de Mendoza de los Cobos y Luna, V marquès de Camarasa | 19 març 1693  | 8 octubre 1694 (cessa)                                              |
| Beltrán Vélez de Guevara, duc de Nájera                                       | 11 juny 1696  | juliol 1701 (deixa el càrrec per desacord amb les noves autoritats) |
| Vicente de Argote i de Córdoba, comte de Fuencalada                           |               |                                                                     |
| José de los Ríos, comte de Fernán Núñez                                       | 13 gener 1731 | -                                                                   |